# Rysslands kidnappningar av ukrainska barn

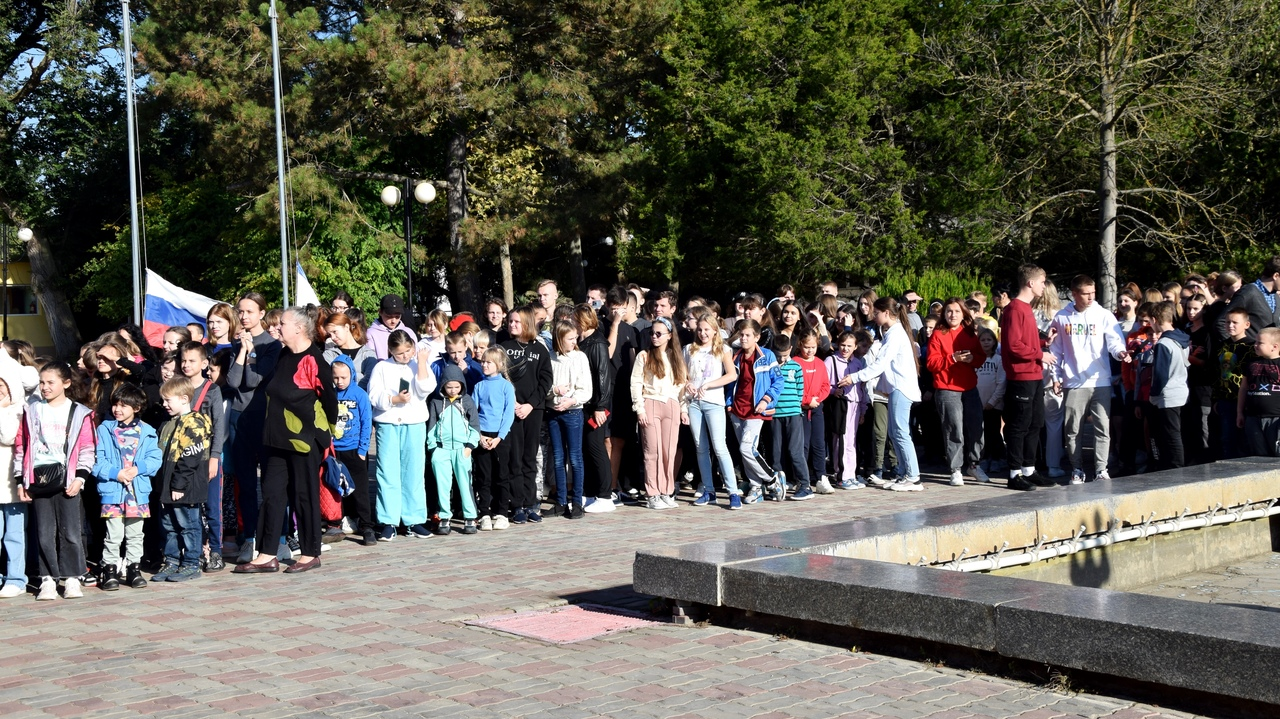
Kidnappade ukrainska barn på Krim i oktober 2022

Rysslands tvångsdeportering av Ukrainska barn till Ryssland påbörjades under Rysslands ockupation och annektering av Krim år 2014 och har fortsatts efter Rysslands fullskaliga invasion av Ukraina år 2022. Deporteringarna har av FN bedömts som olagliga krigsbrott. Ryssland har registrerat kidnappade barn som ryska medborgare, arrangerat adoption av barnen till ryska familjer och förhindrat barn från att återvända till Ukraina och sina familjer.
De första större deporteringarna verkställdes på initiativ från Jelizaveta Glinka, en rysk läkare och tvivelaktig filantrop. Efter Jelizaveta Glinkas död har arbetet till stor del letts av Rysslands federala kommissionär för barns rättigheter, Maria Lvova-Belova.
Ukrainas utrikesministerium uppskattade i maj 2022 att Ryssland har kidnappat 238 000 ukrainska barn. Det exakta antalet deporterade barn är dock osäkert och varierar starkt mellan olika källor.

## Genomförande av kidnappningarna
Barnen separeras från sina föräldrar, antingen på grund av kaotiska omständigheter i kriget eller i ryska interneringsläger. Majoriteten av de kidnappade barnen kommer från de ryssockuperade oblasterna Donetsk, Luhansk, Cherson, Mykolajiv och Zaporizjzja. Lokala marionettregeringar i regionerna har hotat föräldrar som vägrat skicka sina barn till ockupanternas skolor med Rysslands undervisningsprogram med förlorad rätt till vårdnadshavande över barnen. Barn har också kidnappats från barnhem och sjukhus.
Ockupanternas skolor har även påstått att barn ska åka på klassresa till Ryssland, men väl i Ryssland fått veta att de inte ska tillbaka till Ukraina utan att de ska förryskas och skickats till lägerskolor och blivit erbjudna ryska pass.
Läckta dokument avslöjade i februari 2024 att Lvova-Belova har fått 420 000 euros budget för att "föra bort barn från militäroperationens zon".
Lvova-Belova har erkänt att en del av barnen har fått ryskt medborgarskap redan innan de har tvångsdeporterats. Putin har själv sagt att han är beredd att kringgå ryska lagar för att deportera barn som ännu inte är ryska medborgare.

## Syfte
Deporterade barn har sats i lägerskolor där de i vissa fall omskolats politiskt och fått militär träning.
Deporterade barn utnyttjas i rysk propaganda där det påstås att barnen själva har velat komma till Ryssland, eller tagits till Ryssland för att skyddas från kriget.

## Barnens omständigheter i Ryssland
Barn som har skickats till ryska "lägerskolor" har förbjudits att tala ukrainska och blivit undervisade i Rysslands historia. Skoldagarna börjas med Rysslands nationalsång. Barn som anses "olydiga" straffas bland annat med att inte få mat. Koncentrationsläger finns på flera platser i Ryssland och i regioner som landet ockuperar, från Terijoki nära finska gränsen till oblasten Magadan.
Enligt ögonvittnen har barn i koncentrationsläger drabbas av bristfälligt levnadshållande och omsorg samt med verbalt våld. Mobbning och straffande är också vanligt.
Ryska myndigheter tar inget initiativ för att återförena barn med sina riktiga föräldrar. De har också vägrat samarbeta med ukrainska myndigheter. Spaningarna efter ukrainska barn försvåras på grund av att ryska myndigheter manipulerar barnens identiteter, t.ex. genom att byta namn på dem.  Det förekommer fall då barn ges felaktig information om att deras föräldrar inte längre vill ha dem.
Kända ryssar som har adopterat kidnappade barn från Ukraina inkluderar bl.a. Sergej Mironov som är en till Putin nära sammansvuren samt Lvova-Belova.

## Reaktioner
Ukrainas myndigheter anser att kidnappningar är ett av Rysslands sätt att straffa ukrainare som gör motstånd i de regioner som Ryssland ockuperar.
I juli 2022 sade FN:s högkommissarie för mänskliga rättigheter Michelle Bachelet att hennes kontor har mer och mer bevis på det att Ryssland gör sig skyldig till brott mot barnens mänskliga rättigheter. Dessa brott inkluderar barnens tvångdeportationer till Ryssland.
Internationella brottmålsdomstolen utfärdade en internationell arresteringsorder mot både Putin och Lvova-Belova för deras delaktighet i kidnappningarna.
Barnen som lyckats återvända till Ukraina får professionell psykologisk vård för tre månader som en del av deras rehabilitering.

## Frågan om folkmord
Enligt FN:s egen definition räknas det som folkmord om barn flyttas från en grupp till en annan för att förstöra deras ursprungliga etniska, rasmässiga eller religiösa identitet.
Enligt ett rapport som publicerades i maj 2022 av Raoul Wallenbergs center för mänskliga rättigheter redogörs att de aktioner som Ryssland genomför mot ukrainska barn kan definieras som folkmord och att det finns bevis på detta. Forskare såsom Azeem Ibrahim, Lily Muelrath och Martin Shaw har dragit likadana slutsatser.